# Єва Брунне
Герд Єва Сесілія Брунне (народилася 7 березня 1954) є єпископесою у Церкві Швеції. З 2009 по 2019 рік вона була єпископесою Стокгольма. Вона є першим відкритим лесбійським єпископом основної церкви в світі та першим єпископом Шведської церкви, який перебуває в зареєстрованому одностатевому партнерстві.

## Освіта та початок кар'єри
Брунне народилася 7 березня 1954 року в Мальме. В цьому ж місті пройшло її дитинство. Після коледжу вона стала студенткою богослов'я в Лундському університеті. Вона була висвячена на священицю в 1978 році і почала служити в Лундській єпархії, що включає найпівденніші провінції Швеції Блекінге та Сканія. Перші роки свого священства Брунне провела в Карлскруні, Блекінге. У 1980 році, ставши генеральною секретаркою Шведського студентського християнського руху, Брунне переїхав на постійне місце проживання в Стокгольм. Перед тим як зайняти посаду вікарієси парафії Сундбюберг у 1990 році, вона працювала капеланкою університету та радницею єпископа. Після восьми років вікарства в Сундбюберзі Брунне провела ще вісім років як вікарієса Флемінгсберга. У 2000 році вона стала головою Гуддінського та Боткирського деканатів, пробувши на цій посаді до 2006 року.

## Єпископат
Представляючи духовенство в капітулі Лютеранської єпархії Стокгольма з 1997 по 2005 рік, вона стала деканесою єпархії в 2006 році. 26 травня 2009 року Брунне була обрана єпископом Стокгольма, змінивши на цій посаді Керолайн Крук. Вона є першою відкритою єпископесою-лесбійкою у світі та першою єпископесою Церкви Швеції, яка жила у зареєстрованому гомосексуальному партнерстві. Брюнне виграла вибори 413 голосами проти 365 і сказала: «Це дуже позитивно, що наша церква подає тут приклад і обирає мене єпископом на основі моїх кваліфікацій, коли вони також знають, що можуть зустріти опір деінде». На офіційному веб-сайті Церкви Швеції Брунне написала: «Я знаю, що означає бути поставленим під сумнів. Мені пощастило, що я маю владу, і я можу використовувати її на благо тих, хто не мають сили».
Брунне була висвячена на єпископа Андерсом Вейрідом, архієпископом Уппсали, у кафедральному соборі Упсали 8 листопада. На освяченні були присутні король Карл XVI Густав і королева Сільвія. Запрошення взяти участь у церемонії відхилили п'ять англіканських єпископів, включаючи тодішнього архієпископа Кентерберійського Роуена Вільямса, та представники Всесвітньої лютеранської федерації та церков Ісландії, Естонії, Латвії та Литви. Архієпископ Вейрід заперечив, що духовенство англіканської церкви бойкотує церемонію.

### Герб
Брунне підтвердила, що її герб як єпископа Стокгольма складається з «герба Стокгольмської єпархії, святого Еріка та шведського прапора, а також троянди Лютера, яка належала Мартіну Лютеру. Хрест є нагадуванням що віра в розіп'ятого і воскреслого Христа дає блаженство».

### Інцидент з відкриттям Риксдагу
У жовтні 2010 року єпископ Брюнне взяла участь у мітингу проти расизму в Стокгольмі після того, як націоналістична партія «Шведські демократи» увійшла до Риксдагу. Наступного дня Брюнне згадала про демонстрації в традиційній церковній проповіді, яка передувала відкриттю Риксдагу. У відповідь Джиммі Окессон та інші члени групи вибігли з церкви. Окессон сказав, що у своїй промові єпископ явно атакувала його партію. Брюнне заперечила, що її виступ був спрямований проти конкретної партії.

### Видалення християнської символіки
У вересні 2015 року Брунне запропонувала видалити символи християнства, включаючи хрести, з Церкви моряків у Стокгольмській гавані, щоб відкрити церкву для поклоніння морякам усіх віросповідань і позначити напрямок Мекки як службу для відвідувачів-мусульман. Оскільки Моряцька Церква є незалежною організацією і не є частиною Стокгольмської єпархії Брунне, Кікі Веттерберг, голова Моряцької Церкви, відхилила пропозицію в інтерв'ю Dagen, заявивши, що в неї «немає проблем з мусульманами або моряками-індусами, які поклоняються в церкві, але церква збереже свої хрести, будучи християнською церквою».

## Особисте життя
З 2001року Брунне перебуває в зареєстрованому партнерстві з Гуніллою Лінден, яка також є священицею Церкви Швеції. Стосунки пари отримали церковне благословення, і у них є син, народжений бл. 2005 року.